# هوشين كانري
هوشين كانري في اللغة اليابانية هوشين تعني المعدن اللامع، أو البوصلة، أو تحديد الاتجاه، وكانري تعني الإدارة أو التحكم. وهذا الاسم يوحي كيف يقوم تخطيط هوشين بتوجيه المنظمة باتجاه تحقيق هدف واحد. وهي وسيلة تهدف إلى التعبير وتشكيل الأهداف الاستراتيجية بالإضافة إلى التعبير عن الرؤيا المستقبلية وتطوير وسائل تحولهاإلى واقع. وتسمى أيضا «نشر السياسة» أو «تخطيط هوشين»، وهي منهجية التخطيط الاستراتيجي أو الإدارة الاستراتيجية التي وضعها الدكتور يوجي أكاو، والتي تستخدم (دورة شيوارت) (خطّط - افعل -تحقّق - تصرّف) لإنشاء الأهداف واختيار نقاط التحكم (معالم قابلة للقياس) وربط أنشطة الرقابة اليومية باستراتيجية الشركة.

## الهدف
تعليمات هوشين كانري تهدف إلى تقديم المساعدة للمنظمة في:
- التركيز على هدف مشترك
- ايصال هذا الهدف إلى جميع القادة
- إشراك جميع القادة في مجال التخطيط لتحقيق الهدف
- مساءلة المشاركين عن دورهم في تحقيق الجزء المناط بهم من الخطة

وهي تفترض وجود ضوابط ومقاييس الأداء اليومي. «مع هوشين كانري... تدافع الأحداث اليومية وضغوط المستوى السفلي الربعية لا تكون لها أسبقية على الخطط الاستراتيجية، وبدلا من ذلك، هذه الأنشطة قصيرة الأجل تكون محددة ومدارة من قبل الخطط نفسها.» ومن أهم أنصار وممارسي هوشين كانري هم:
- تويوتا
- بنك أمريكا
- اطارات بريدجستون
- /GOAL/QPC
- هيوليت باكارد

## روابط خارجية
- الموقع / التعريف: ما هو هوشين كانري؟